# L'Enterrée vivante
Pour plus de détails, voir Fiche technique et Distribution.
L'Enterrée vivante (La sepolta viva) est un film dramatique et historique italien réalisé par Guido Brignone et sorti en 1949.
Il s'agit d'une adaptation du roman homonyme de Francesco Mastriani.

## Synopsis
1860, dans une villa non loin de Naples, vivent Eva De Rossi et sa mère, Donna Elisa. Dans la villa habite également le maléfique comte Federico, fils premier lit du défunt père d'Eva. Ce sont les derniers jours du régime des Bourbons : après avoir conquis la Sicile, Giuseppe Garibaldi se prépare à débarquer sur la péninsule. La maîtresse de Federico est Elena, la gouvernante de la villa, et il dépense et dépense pour satisfaire ses caprices, demandant continuellement de l'argent à sa belle-mère. Federico est un partisan des Bourbons, tandis qu'Eva est une fervente garibaldienne. Elle aime et chérit Giorgio Coppelli, un jeune peintre, neveu du comte Coppelli, ami de sa mère. Lorsque Donna Elisa refuse de lui donner plus d'argent, Federico tente de l'empoisonner et, empêché par Eva, il enferme sa demi-sœur dans le donjon de la villa. Donna Elisa est tuée par son beau-fils et la gouvernante. Federico, ayant appris du comte Coppelli que sa belle-mère a désigné Eva comme héritière universelle, décide de tuer également sa demi-sœur. Cette dernière tente de s'échapper de sa captivité, mais elle est rattrapée. La victoire de Garibaldi met fin aux exploits louches de Federico, qui est tué en duel par Giorgio, devenu entre-temps un brillant officier de Garibaldi. Enfin réunis, Eva et Giorgio couronnent leur rêve d'amour et se marient.

## Fiche technique
- Titre français : L'Enterrée vivante[1]
- Titre original italien : La sepolta viva[2]
- Réalisateur : Guido Brignone
- Scénario : Gherardo Gherardi, Fulvio Palmieri (it) d'après le roman homonyme de Francesco Mastriani
- Photographie : Mario Albertelli (it)
- Montage : Giuseppe Fatigati
- Musique : Franco Casavola
- Décors : Ivo Battelli (it)
- Costumes : Italo Tomassi (it)
- Société de production : Flora Film
- Pays de production :  Italie
- Langue originale : italien
- Format : Noir et blanc - 1,37:1 - Son mono - 35 mm
- Durée : 83 minutes
- Genre : Mélodrame historique
- Dates de sortie :
  - Italie : 23 février 1949
  - France : 19 novembre 1952[1]

## Distribution
- Milly Vitale : Eva De Rossi
- Piero Palermini : Giorgio Coppelli
- Paul Müller : Comte Federico De Rossi, demi-frère d'Eva
- Evi Maltagliati : Donna Elisa De Rossi, la mère d'Eva
- Tina Lattanzi : Elena, la gouvernante de la villa et l'amante de Federico.
- Carlo Tamberlani : Comte Coppelli
- Enzo Fiermonte : Bruno
- Luigi Garrone : Silvestro
- Cesare Polacco : Ferdinando

## Exploitation
Le film a très bien marché, se plaçant 2e du box-office Italie 1949 avec 6 022 727 entrées.